# Plaza Nueva
De Plaza Nueva (Nederlands: Nieuw Plein) is een plein in de Spaanse stad Sevilla. In het midden van het plein staat een standbeeld van koning Ferdinand III van Castilië die in Spanje ook San Fernando (heilige Ferdinand) wordt genoemd. Aan de oostelijke zijde bevindt zich het Ayuntamiento de Sevilla waar het stadsbestuur zetelt.
In vroegere tijden liep hier een zijarm van de rivier Guadalquivir en stond er in 1915 nog een prestigieus hotel Gran Hotel del Oriente. Het huidige Ayuntamiento was tot de inval van de Fransen aan het einde van de achttiende eeuw een klooster van de franciscanen die hun naam gegeven hebben aan het plein aan de achterzijde van het gebouw, de plaza de San Francisco. Een ander opvallend gebouw is het Edificio de Telefónica, gebouwd tussen 1926 en 1929.
Anno 2011 verbindt een tramlijn, uitgebaat door TUSSAM, dit plein met het bus- en metrostation van Prado de San Sebastian.

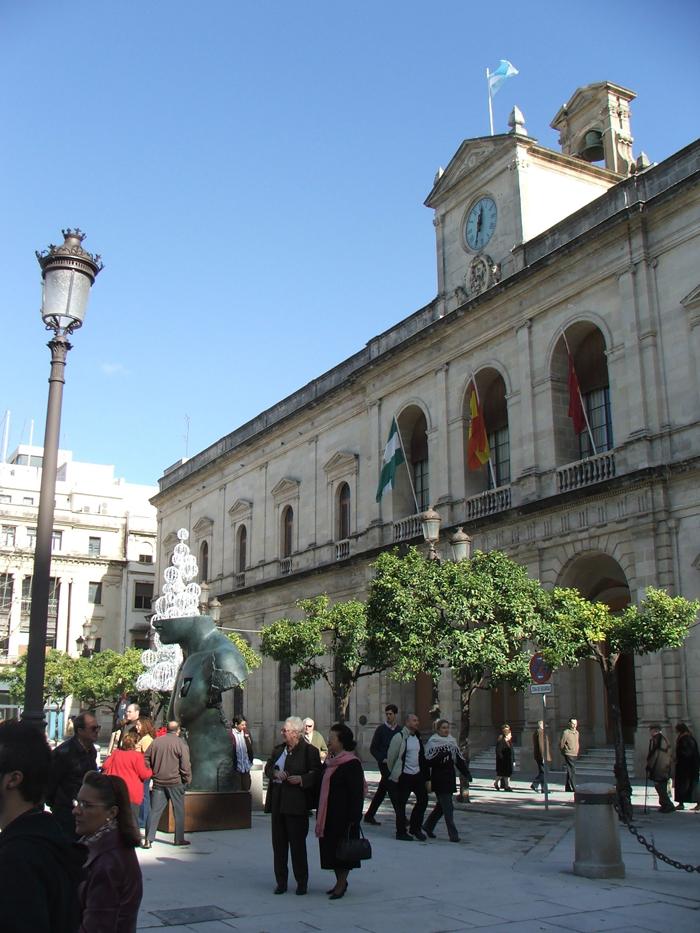
Ayuntamiento aan de Plaza Nueva
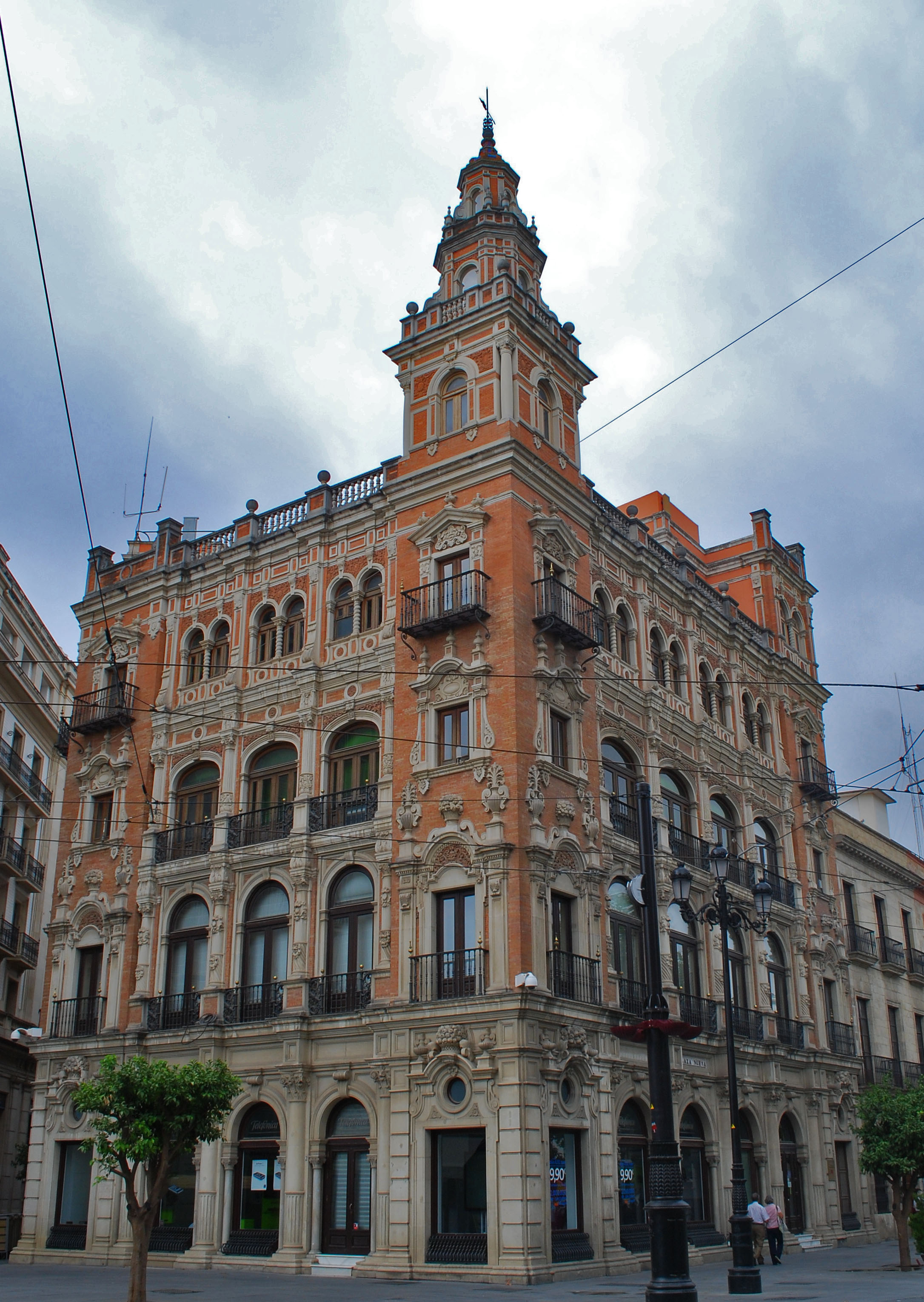
Edificio Telefónica
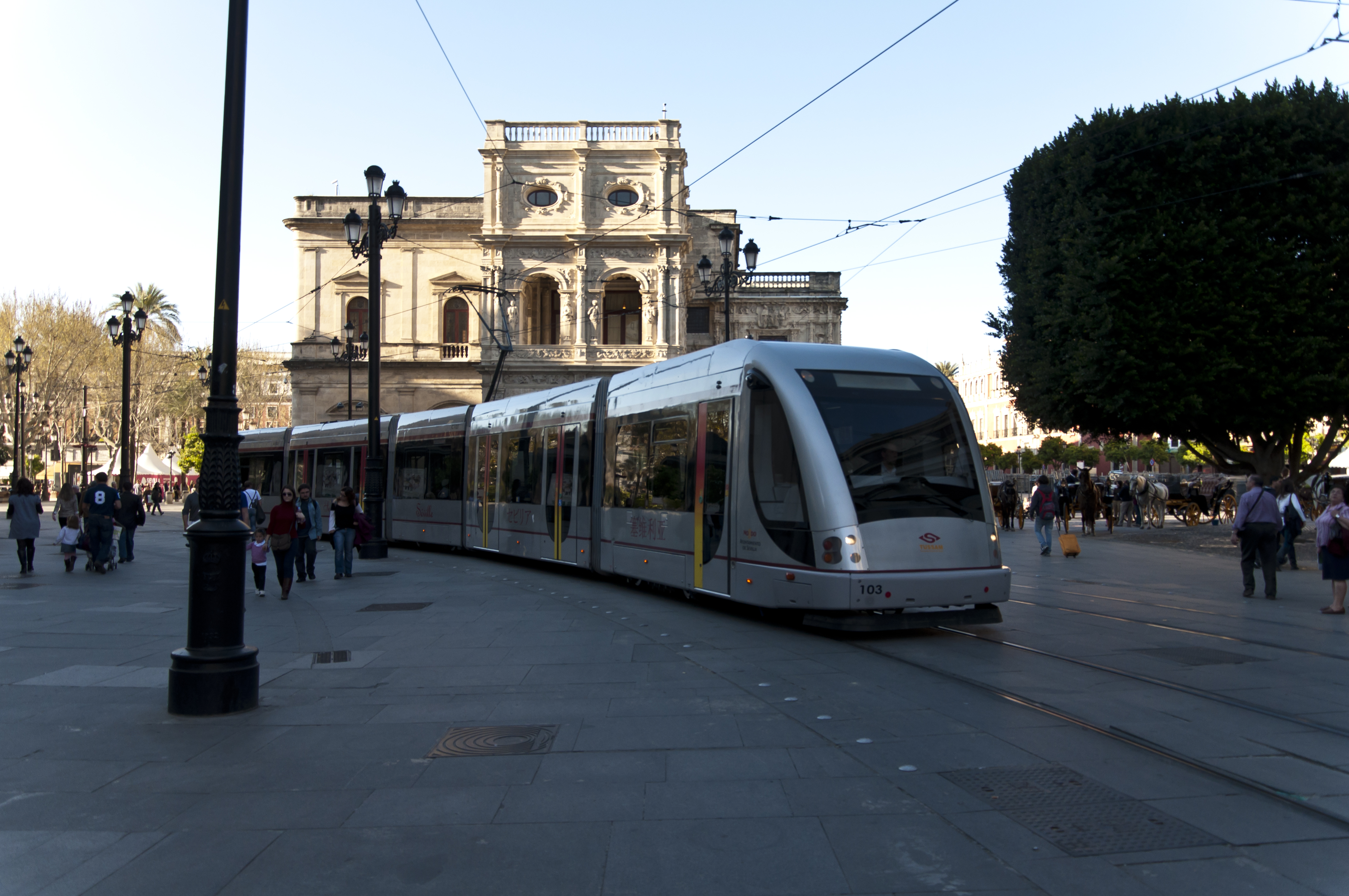
Een tram van de maatschappij TUSSAM